# Радостное (Хмельницкая область)
Радостное (укр. Радісне) — село в Красиловском районе Хмельницкой области Украины.
Население по переписи 2001 года составляло 954 человека. Почтовый индекс — 31073. Телефонный код — 3855. Занимает площадь 3,043 км². Код КОАТУУ — 6822789504.

## Местный совет
31000, Хмельницкая обл., Красиловский р-н, с. Щиборовка, ул. Кирова